# Ошімі Шюдзо
Ошімі Шюдзо (яп. 押見 修造, Oshimi Shūzō, нар. 1981, Кірю, префектура Ґумма, Японія) — японський манґака. Здебільшого працює над драмами у жанрі повсякденність для видавництв Kodansha та Futabasha. Відомий насамперед завдяки своїм похмурим роботам, таким, як драма у жанрі надприродне «Yūtai Nova» та сейнен-робота у жанрі еччі «Devil Ecstasy», хоча серед робіт автора є і позитивніші твори, як-от сейнен-манґа «Avant-Garde Yumeko». Крім того, є автором високо оціненої оглядачами сьонен-манґи Aku no Hana та манґи «Hyōryū Net Cafe». Деякі з робіт манґаки були адаптовані у різних форматах .

## Біографія
Родом з префектури Ґумма, Японія. У дитинстві на Ошімі сильний вплив мали картини французького художника Оділона Редона та творчість Хаґівари Сакутаро. Після цього майбутній манґака звернув свою увагу на роман «Догра Магра» (яп. ドグラ・マグラ) японського письменника Кюсаку Юмено та на публікації журналу Garo.
У 2001 році Ошімі отримав премію імені Чіби Тецуї. У 2003 році манґака дебютував з роботою «Superfly» (яп. スーパーフライ, Sūpāfurai), опублікованою у журналі «Bessatsu Young Magazine» видавництва Kodansha. У тому ж році наступною його роботою став «Avant-Garde Yumeko», який також публікувався в цьому журналі.

## Адаптації робіт
Деякі з робіт манґаки були адаптовані у різних форматах, зокрема «Hyōryū Net Cafe» та «Boku wa Mari no Naka» адаптовані як дорами, «Aku no Hana» отримав аніме-адаптацію, «Sweet Poolside» і «Shino-chan wa Jibun no Namae ga Ienai» отримали адаптації у вигляді ігрових фільмів.

## Роботи

### Манґи
| Назва роботи                                                                 | Рік виходу | Жанр                  | Примітки            | Джерело            |
| ---------------------------------------------------------------------------- | ---------- | --------------------- | ------------------- | ------------------ |
| Comic Hoshi Shinichi (яп. コミック星新一)                                    | 2001       |                       | автор та ілюстратор | [ 13 ]             |
| Superfly (яп. スーパーフライ)                                                | 2003       |                       | автор та ілюстратор | [ 8 ]              |
| Avant-Garde Yumeko (яп. アバンギャルド夢子)                                  | 2003       | драма, повсякденність | автор та ілюстратор | [ 8 ] [ 13 ]       |
| Sweet Poolside (яп. スイートプールサイド)                                    | 2004       | романтична комедія    | автор та ілюстратор | [ 13 ] [ 6 ]       |
| Devil Ecstasy (яп. デビルエクスタシー)                                       | 2005       | романтична комедія    | автор               | [ 13 ]             |
| Yūtai Nova (яп. ユウタイノヴァ)                                              | 2007       | драма                 | автор та ілюстратор | [ 13 ]             |
| Hyōryū Net Cafe (яп. 漂流ネットカフェ)                                       | 2009       | бойовик               | автор та ілюстратор | [ 8 ] [ 13 ] [ 6 ] |
| Aku no Hana (яп. 惡の華)                                                     | 2009       | драма                 | автор та ілюстратор | [ 8 ] [ 13 ] [ 6 ] |
| Shino-chan wa Jibun no Namae ga Ienai (яп. 志乃ちゃんは自分の名前が言えない) | 2011       | драма                 | автор та ілюстратор | [ 13 ]             |
| Boku wa Mari no Naka (яп. ぼくは麻理のなか)                                  | 2012       | драма                 | автор та ілюстратор | [ 13 ] [ 6 ]       |
| Yūtai Nova: Kanketsu-hen (яп. ユウタイノヴァ 完結編)                         | 2013       | драма                 | автор та ілюстратор | [ 13 ]             |
| Happiness (яп. ハピネス)                                                     | 2015       | драма                 | автор та ілюстратор | [ 13 ] [ 6 ]       |
| Waltz (яп. ワルツ)                                                           | 2017       | драма                 | автор та ілюстратор | [ 13 ]             |
| Chi no Wadachi (яп. 血の轍)                                                  | 2017       | драма                 | автор та ілюстратор | [ 13 ] [ 6 ]       |

### Ілюстрації
| Назва роботи                                          | Вид роботи    | Рік виходу | Примітки                                | Джерело |
| ----------------------------------------------------- | ------------- | ---------- | --------------------------------------- | ------- |
| Shingeki no Kyojin (яп. 進撃の巨人)                   | аніме-серіал  | 2013       | ілюстрації закінчення (серія 1)         | [ 6 ]   |
| Sora ga Bunretsu Suru (яп. 空が分裂する)              | ранобе        | 2015       | ілюстратор                              | [ 13 ]  |
| Arslan Senki (яп. アルスラーン戦記)                   | аніме-серіал  | 2015       | ілюстрації закінчення (серія 7)         | [ 6 ]   |
| Joshikousei ni Korosaretai (яп. 女子高生に殺されたい) | манґа         | 2015       | ілюстрація, автор манґи — Фуруя Усамару | [ 14 ]  |
| Ghost Squad (яп. ゴーストスクワッド)                  | ігровий фільм | 2017       | постер фільму, режисер — Іґучі Нобору   | [ 15 ]  |